# Žichovice (zámek)
Žichovice jsou tvrz přestavěná na zámek ve stejnojmenné obci v okrese Klatovy. Zámecký areál je od roku 1964 chráněn jako kulturní památka.

## Historie
Roku 1559 koupil vesnici Žichovice od Viléma z Rožmberka Jan Kavka Říčanský z Říčan a někdy poté v ní založil renesanční tvrz. Podle Augusta Sedláčka tvrz nechal postavit až jeho syn Jan, který statek zdědil v roce 1577. První písemná zmínka o tvrzi pochází z roku 1603 (podle Památkového katalogu už z roku 1577), kdy od něj statek koupil za 25 tisíc kop míšeňských grošů Jindřich Libštejnský z Kolovrat. Ke statku tehdy patřilo kromě vsi popluží s poplužním dvorem, pivovar, spilka, sladovna, les, chmelnice, mlýn a dále vsi Čepice, Domoraz s poplužním dvorem, Nezamyslice s ovčínem a Kejnice.

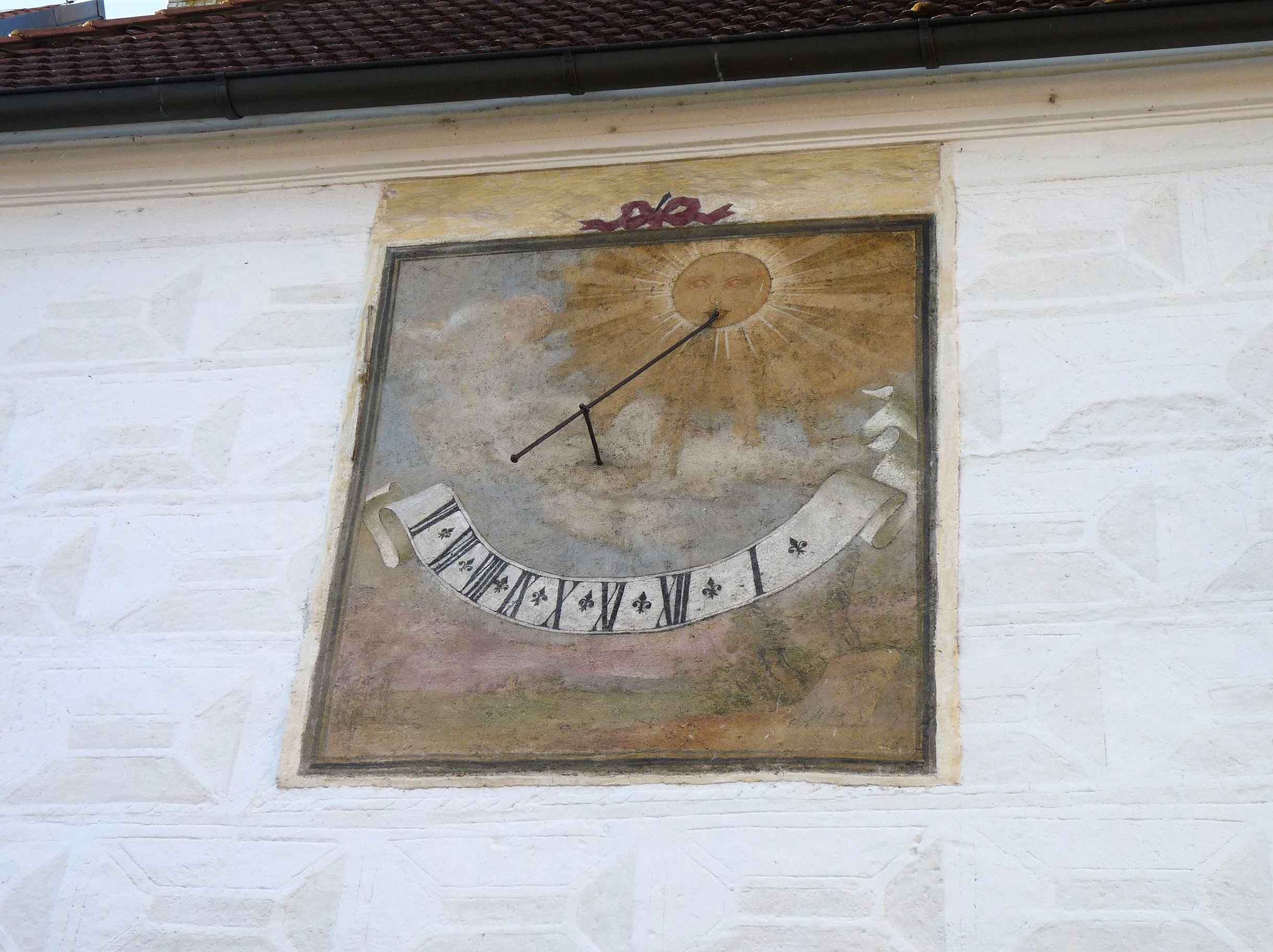
Sluneční hodiny na zámecké zdi

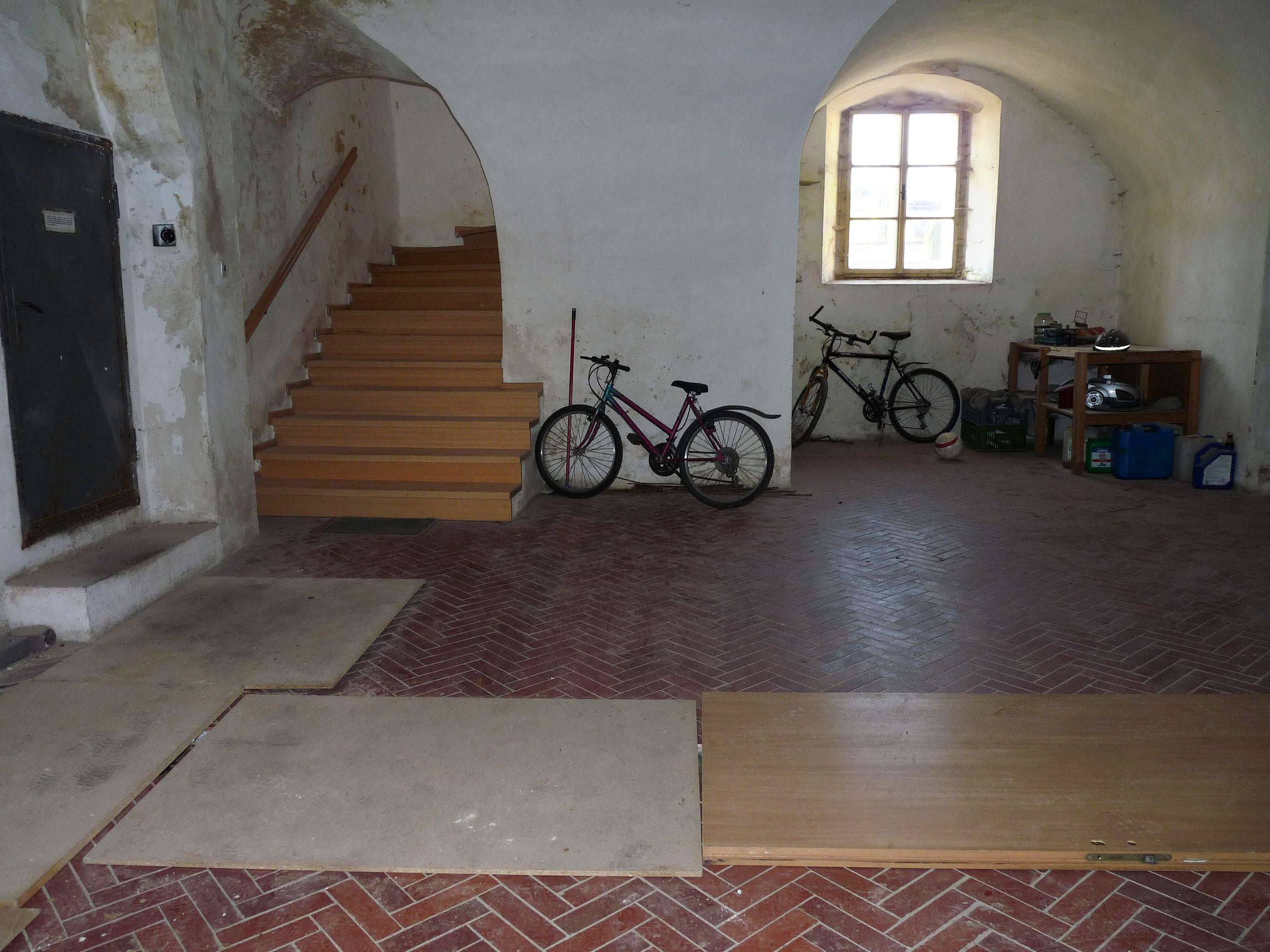
Klenutý prostor v interiéru

Novému majiteli patřila také panství Hrádek, Střela, Řepice a Frymburk. Žichovice od něj v roce 1631 získal syn Oldřich František Libštejnský z Kolovrat, ale když v roce 1650 zemřel bezdětný, zdědila je jeho matka Alžběta († 1663), rozená z Lobkovic. Ta potom statek odkázala Vilémovi Krakovskému z Kolovrat. Za něj se panství výrazně rozrostlo, a když je v roce 1689 zdědil Jan František Krakovský z Kolovrat, patřilo k němu mimo jiné sedmnáct vesnic. Přes velikost majetku se majitel zadlužil, a v roce 1707 je musel prodat Marii Anně Iselinové z Lanau. Ta Žichovice ještě téhož roku prodala pasovskému biskupovi Janu Filipovi z Lamberga. Biskup získal také Rabí, Budětice, Žihobce a Strádaly a vytvořil z nich svěřenství v ceně 266 206 zlatých. Jeho majitelem se stal biskupův synovec hrabě František Antonín z Lambergu (1678–1759), jehož potomkům a příbuzným z jiných rodových větví české majetky patřily až do roku 1945.
Ve druhé polovině dvacátého století v zámku místní národní výbor zřídil byty a část budovy sloužila potřebám školy, která v zámku provozuje školní družinu.

## Stavební podoba
Jádrem zámku jsou dvě vzájemně kolmo postavené budovy, z nichž menší pochází z renesanční tvrze, zatímco delší křídlo bylo přistavěno až koncem osmnáctého století. Na renesanční budově se dochoval náročný štít členěný drobnými pilastry, nikami a koncovými volutami. Ze střechy vybíhá čtverhranná věž, přístupná z průjezdu vřetenovým schodištěm. Fasáda budovy je zdobena sgrafity. Místnosti a chodby v přízemí jsou zaklenuté valenými klenbami. V mezipatře se nachází velký sál se štukovou výzdobou a valenou klenbou s výsečemi. Boční dvoudílné křídlo je architektonicky méně hodnotné. Bývala v něm valeně klenutá zámecká kaple Stigmatizace svatého Františka. V kapli se nacházel pozdně gotický obraz svaté Barbory a svaté Kateřiny z doby okolo roku 1500, který je uložen v Národní galerii v Praze. K památkově chráněnému areálu patří také hospodářské budovy, bývalý pivovar a kovárna (čp. 59) a park s ohradní zdí a bránou.

### Poznámka
1. ↑  V publikaci Hrady, zámky a tvrze v Čechách, na Moravě a ve Slezsku se mylně uvádí, že rod vlastnil Žichovice až do roku 1948.[2]